# فربد
فربُد، نام شخصیتی در دوران ایران باستان است که بعنوان نگاه دارنده یا حفاظت کننده از شکوه و جلال و افتخار شناخته می‌شد. قدمت این نام به قبل از تهاجم اعراب به شاهنشاهی ایران در زمان ساسانیان باز می‌گردد.
امروزه یکی از نام‌هایی است که ایرانیان برای فرزند خود می‌گذارند.